# Rôle de l'informatique dans les opérations de fusion-acquisition
Vous pouvez aider à l'améliorer ou bien discuter des problèmes sur sa page de discussion.
- Il ne cite pas suffisamment ses sources. Vous pouvez indiquer les passages à sourcer avec {{référence nécessaire}} ou {{Référence souhaitée}}, et inclure les références utiles en les liant aux notes de bas de page. (Marqué depuis mai 2018)
- Il relève du guide pratique, ce qui n'est pas de nature encyclopédique. Vous pouvez reformuler les passages concernés, ou remplacer ce bandeau par {{pour Wikibooks}}, {{pour Wikiversité}}, ou {{pour Wikivoyage}}, afin de demander le transfert vers un projet frère plus approprié. (Marqué depuis mai 2018)
- Il doit être recyclé. La réorganisation et la clarification du contenu sont nécessaires. (Marqué depuis mai 2018)

- Archive Wikiwix
- Bing
- Cairn
- DuckDuckGo
- E. Universalis
- Gallica
- Google
- G. Books
- G. News
- G. Scholar
- Persée
- Qwant
- (zh) Baidu
- (ru) Yandex
- (wd) trouver des œuvres sur Wikidata

 (mai 2018).
Chaque transaction obéit à des enjeux métiers : fusions, acquisitions, cessions, coentreprises sont l'incarnation de stratégies d'entreprise. 
La finalité de ces opérations varie, cependant, comme toute transformation, les systèmes d'information sont concernés et subissent des modifications profondes de l'ensemble de leurs couches, de l'infrastructure jusqu'à la gouvernance post-réalisation de la transaction. Les SI jouent un rôle majeur dans le bon déroulement de ces opérations et font partie intégrante du processus, dont la finalité est une transition d'un état A vers un état B qui se réalise dans une équation coûts-qualité-délais préservant la continuité des opérations Métiers.
Ces opérations conjuguent plusieurs compétences :
- le conseil en fusion-acquisition, pour préparer la transformation du SI selon les impératifs de la transaction, assimilable à une activité de "design"
- la transformation de systèmes d'information (se rapprochant de la conduite de gestion de projets informatiques, orienté risques)
- la gouvernance de systèmes d'information, afin de préparer la vie du SI post-transformation

Le rôle de l'informatique consiste à offrir un support à ces activités, le DSI se positionnant comme chef d'orchestre et facilitateur général de l'opération.

## Les enjeux d'une opération
Préserver la continuité des opérations métier reste l'enjeu numéro 1 des Systèmes d'Information lors des opérations d'intégration. Cela couvre plusieurs aspects :
- permettre aux utilisateurs finaux d'accéder à leur environnement bureautique, sans action de reconfiguration lourde de leur part
- transformer le patrimoine logiciel et matériel conformément aux impératifs de l'opération
- assurer la cohérence des données utilisateurs, personnelles et partagées, en fonction de leur degré d'habilitation propre
- effectuer la conduite du changement nécessaire à limiter les effets de bord auprès de populations touchées

## Différents types d'opérations
On distingue les types d'opérations suivants :
| Opération | Stratégie Métier                                    | Exemple                                               | Transformation SI         |
| --------- | --------------------------------------------------- | ----------------------------------------------------- | ------------------------- |
| Fusion    | Concentration horizontale                           | Rachats de concurrents sur le même marché             | Intégration ou fédération |
| Fusion    | Contratation verticale                              | Rachats de clients et/ou de fournisseurs              | Intégration ou fédération |
| Cession   | Cession d'une partie de l'activité d'une entreprise |                                                       | Mise en autonomie         |
| Cession   | Rachat par un tiers extérieur                       | Intervention (fonds private equity, concurrent, etc.) | Mise en autonomie         |

Dans le cas de cession, les activités s'apparentent souvent à ce qu'on appelle une mise en autonomie (stand-alone). Il s'agit de la transformation à transformer une sous-partie d'un groupe de façon qu'il soit autonome sur sa façon de fonctionner, du point de vue des systèmes d'information (services aux utilisateurs, applications métiers, supports, infrastructures, etc.).
Dans les cas de fusion, les activités consistent à intégrer une sous-partie d'un groupe dans un autre groupe, en abandonnant les services de l'un pour souscrire aux services de l'autre. Dans ces cas là, la question de l'intégration ou de la fédération se pose. Dans certains cas, la fédération est préférable, car moins coûteuse, que l'intégration, parfois difficile.

## Les services concernés par les opérations
Dans une mise en autonomie ou une intégration, nombreux sont les services qui subissent une transformation. On peut les classer comme suit :
|                           | Mise en autonomie | Intégration |
| ------------------------- | --- | --- |
| Accès Internet            | L'entité doit : - se procurer un nouveau fournisseur de services (Internet, MPLS) - renouveler ses équipements réseaux | L'entité doit : - souscrire au fournisseur du groupe intégré - mettre en conformité ses équipements réseaux selon les protocoles du groupe acheteur                                                                  |
| Filtrage Internet / Proxy | L'entité doit : - se procurer un nouveau système de filtrage Internet - mettre en place un nouveau Proxy | L'entité doit : - mettre à jour ses configurations pour utiliser les services du groupe |
| Hébergement               | L'entité doit : - restituer au groupe les équipements qui ne seront plus utilisés ou ne faisant pas partie de la transaction - créer un espace d'hébergement sécurisé de ses serveurs et espaces de stockage - mettre en place les systèmes autonomes de sauvegarde et de reprise d'activités en cas de sinistres | L'entité doit : - mettre à profit les services centralisés du groupe pour réduire de façon significative et raisonnée son infrastructure locale * se mettre en conformité selon les protocoles de sécurité du groupe |
| Services aux utilisateurs | L'entité doit : - restituer au groupe les équipements qui ne seront plus utilisés ou ne faisant pas partie de la transaction - transformer les équipements qui sont légués dans la transaction (postes de travail, téléphones, smartphones, etc.) en leur enlevant tout élément de configuration hérité précédemment - mettre en place les nouvelles chaînes d'approvisionnement et de support pour les services restants (support de proximité aux utilisateurs, etc.) | L'entité doit : - transformer les éléments inclus dans la transaction aux normes du groupe * créer ou connecter les chaînes de support locale aux services de support du groupe                                      |
| Contrats et licences      | L'entité doit : - notifier ses principaux fournisseurs du changement qui s'est opéré à sa tête - opérer aux transferts de licences et de contrats | |

## Les données, au cœur de la transaction
On distingue plusieurs types de données à manipuler dans une transaction :
- Les données personnelles des utilisateurs (leurs fichiers ou leurs archives de messagerie, qui doivent faire l'objet d'un traitement particulier pour inclure ou ne pas inclure de donnés confidentielles)

- Les données partagées sur des espaces de travail (serveurs de fichiers, SharePoint, espaces collaboratifs en ligne)

- Les données hébergées dans les outils métiers (ERP, etc.)

Lors de toute transaction, il va s'agir de délimiter avec précision quelles données sont transférables, par quels moyens et sous quels contrôles. Une question à se poser, lors du transfert de données d'une entité à une autre, est du type "copier-coller" ou "couper-coller". Les données doivent-elles rester à la disposition du vendeur ou de l'acheteur ?

## Industrialiser les opérations: l'IT M&A Playbook
Certains groupes, comme Cisco, opèrent ce type d'opération à l'échelle industrielle. À la date de mars 2011, Cisco avait déjà acquis plus de 149 compagnies, et ce chiffre a crû depuis. La question de l'industrialisation de la démarche se pose donc et la notion de « Playbook », propre à la discipline, est désormais déclinée sur les aspects informatiques.
De nombreux écrits sur le sujet sont documentés). Les pas généralement décrits sont les suivants :
1. Mise en œuvre de la connectivité réseau
2. Intégrer le nouveau site au domaine
3. Intégration à la chaîne de support
4. Mise en œuvre des dispositifs cibles de support

## Les Transition Services Agreements (TSA)
Lors d'une transformation, certains services doivent continuer à être fournis par le vendeur (ex : ERP ou maintenance des postes de travail). Dans ces cas là, un TSA est établi (à l'image d'un contrat de fourniture de services) et précise la durée du service, son coût et sa durée.

## Post-transformation, la gouvernance
Une fois la transformation terminée, la question de la gouvernance des SI se pose, spécialement dans les cas de fusions. Sous quel modèle gouverner un patchwork ou un ensemble en cours d'intégration dans un grand groupe ? La réponse est contextuelle, et on ne sait arbitrer de façon générique entre un modèle fédéré ou intégré.

## Rôle du DSI dans la transaction
Le DSI joue un rôle de plus en plus important dans ces opérations. Si auparavant il n'était pas systématiquement inclus comme partie prenante, il est désormais une pièce maîtresse dans ces opérations.
Celui-ci doit donc avoir une vue claire et à jour de ses actifs (son patrimoine technique, ses infrastructures, ses services et les compétences de ses équipes).
Dans les mises en autonomie, il sera sollicité essentiellement dans le tracé des pointillés qui serviront de démarcation entre le SI à découper et le SI Groupe. Ses alliés seront ses cartographies applicatives et techniques à jour. Il sera également sollicité pour co-élaborer les scenarios de transformation et les architectures cibles à mettre en œuvre. Il contribuera au chiffrage global de la transformation.
Dans les intégrations, s'il est du côté acheteur, il participera à l'arbitrage intégration vs. fédération et s'assurera que la transformation se déroule selon des principes ne mettant pas à risque les opérations quotidiennes.